# Olympische Sommerspiele 2020/Gewichtheben – Schwergewicht (Männer)
Das Gewichtheben der Männer in der Klasse bis 109 kg (Schwergewicht) bei den Olympischen Sommerspielen 2020 in Tokio fand am 3. August 2021 im Tokyo International Forum statt. Es traten 14 Athleten aus 14 Ländern an.
Der Wettkampf bestand aus zwei Teilen: Reißen (Snatch) und Stoßen (Clean and Jerk). Die Athleten traten in zwei Gruppen zuerst im Reißen an, bei dem sie drei Versuche hatten. Jeder Athlet ohne gültigen Versuch wäre ausgeschieden. Im Stoßen hatte wieder jeder Athlet drei Versuche. Der Athlet mit dem höchsten zusammenaddierten Gewicht gewann. Im Falle eines Gleichstandes hätte das geringere Körpergewicht den Ausschlag gegeben.

## Titelträger
| Weltmeister   | Reißen    | Simon Martirosjan | 199 kg | WM 2019 in Pattaya     |
| Weltmeister   | Stoßen    | Simon Martirosjan | 230 kg | WM 2019 in Pattaya     |
| Weltmeister   | Zweikampf | Simon Martirosjan | 429 kg | WM 2019 in Pattaya     |
| Olympiasieger | Zweikampf | Ruslan Nurudinov  | 431 kg | 2016 in Rio de Janeiro |

## Rekorde

### Bestehende Rekorde
| Weltrekord         | Reißen    | Lascha Talachadse    | 222 kg | Moskau, Russland  | 11. April 2021     |
| Weltrekord         | Stoßen    | Lascha Talachadse    | 264 kg | Pattaya, Thailand | 27. September 2019 |
| Weltrekord         | Zweikampf | Lascha Talachadse    | 485 kg | Moskau, Russland  | 11. April 2021     |
| Olympischer Rekord | Reißen    | Olympischer Standard | 193 kg | —                 | 1. November 2018   |
| Olympischer Rekord | Stoßen    | Olympischer Standard | 231 kg | —                 | 1. November 2018   |
| Olympischer Rekord | Zweikampf | Olympischer Standard | 419 kg | —                 | 1. November 2018   |

### Neue Rekorde
| Olympischer Rekord | Reißen    | Simon Martirosjan | 195 kg | Tokio, Japan | 3. August 2021 |
| Olympischer Rekord | Stoßen    | Akbar Joʻrayev    | 237 kg | Tokio, Japan | 3. August 2021 |
| Olympischer Rekord | Zweikampf | Akbar Joʻrayev    | 430 kg | Tokio, Japan | 3. August 2021 |

## Endergebnis
| Rang | Athlet              | Nation             | Gr. | Kgw.   | Reißen (kg) | Reißen (kg) | Reißen (kg) | Reißen (kg) | Stoßen (kg) | Stoßen (kg) | Stoßen (kg) | Stoßen (kg) | Zweikampf |
| Rang | Athlet              | Nation             | Gr. | Kgw.   | 1           | 2           | 3           | Gesamt      | 1           | 2           | 3           | Gesamt      | Zweikampf |
| ---- | ------------------- | ------------------ | --- | ------ | ----------- | ----------- | ----------- | ----------- | ----------- | ----------- | ----------- | ----------- | --------- |
| 1    | Akbar Joʻrayev      | Usbekistan         | A   | 109,00 | 189         | 189         | 193         | 193         | 227         | 234         | 237         | 237         | 430       |
| 2    | Simon Martirosjan   | Armenien           | A   | 108,90 | 190         | 195         | 198         | 195         | 228         | 238         | 238         | 228         | 423       |
| 3    | Artūrs Plēsnieks    | Lettland           | A   | 108,85 | 175         | 180         | 183         | 180         | 220         | 225         | 230         | 230         | 410       |
| 4    | Timur Nanijew       | ROC                | A   | 108,95 | 180         | 185         | 188         | 188         | 221         | 221         | 224         | 221         | 409       |
| 5    | Christo Christow    | Bulgarien          | A   | 108,90 | 185         | 189         | 192         | 189         | 213         | 219         | 222         | 219         | 408       |
| 6    | Jin Yun-seong       | Südkorea           | A   | 107,30 | 180         | 185         | 185         | 180         | 220         | 225         | 230         | 220         | 400       |
| 7    | Arkadiusz Michalski | Polen              | A   | 108,60 | 175         | 179         | 179         | 175         | 216         | —           | —           | 216         | 391       |
| 8    | Wesley Kitts        | Vereinigte Staaten | A   | 108,35 | 173         | 177         | 177         | 177         | 213         | 213         | 220         | 213         | 390       |
| 9    | Aymen Bacha         | Tunesien           | B   | 108,10 | 172         | 177         | 177         | 177         | 203         | 211         | 217         | 211         | 388       |
| 10   | Öwez Öwezow         | Turkmenistan       | B   | 108,80 | 165         | 171         | 176         | 171         | 200         | 210         | 211         | 200         | 371       |
| 11   | Arnas Šidiškis      | Litauen            | B   | 105,35 | 151         | 156         | 160         | 156         | 182         | 187         | 190         | 187         | 343       |
| 12   | Matthew Lydement    | Australien         | B   | 108,35 | 152         | 158         | 165         | 158         | 180         | 185         | 185         | 180         | 338       |
| 13   | Tanumafili Jungblut | Amerikanisch-Samoa | B   | 108,90 | 140         | 150         | 155         | 150         | 180         | 190         | 190         | 180         | 330       |
| —    | Ali Hashemi         | Iran               | A   | 108,80 | 177         | 181         | 184         | 184         | 226         | 226         | 228         | —           | —         |